# Radeta Stanković
Radeta Stanković (en serbe cyrillique : Радета Станковић ; né en 1905 à Vienne et mort en 1996 à Belgrade) était un sculpteur yougoslave et serbe.

## Présentation

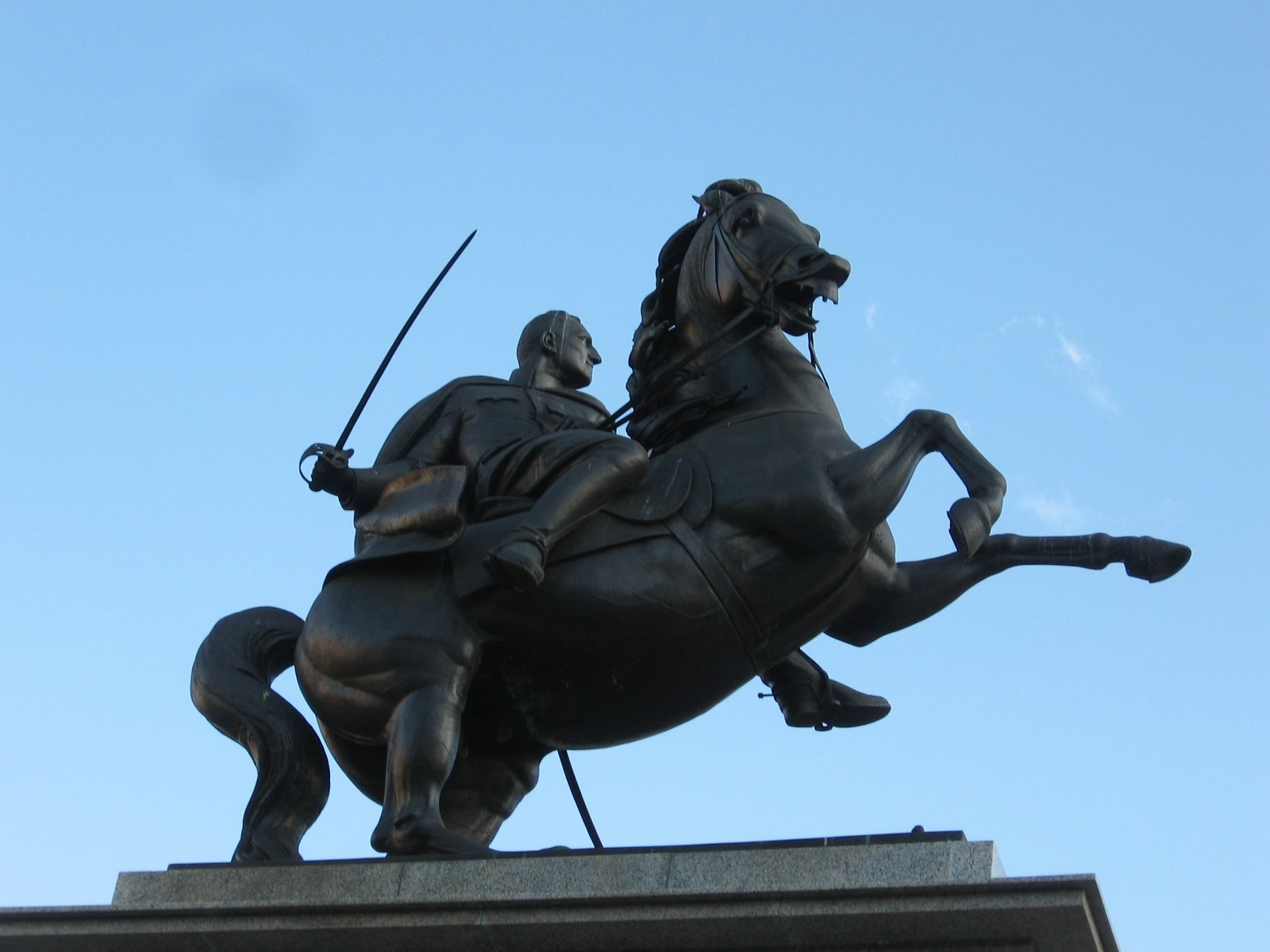
Le Monument au roi Alexandre, à Niš, détail.

Radeta Stanković suit d'abord les cours de l'Académie des arts et métiers de Zagreb, notamment sous la direction d'Ivan Meštrović, Frano Kršinić et Rudolf Valdec. En 1936, après l'obtention de ses diplômes, il s'installe à Belgrade, où il devient assistant à l'Académie des beaux-arts puis professeur de sculpture à l'École des arts appliqués. En 1948, après la création de l'Académie des arts appliqués, il y devient professeur et y reste jusqu'à sa retraite en 1968. Dès 1937, il était devenu membre de l'Association des artistes de Serbie (en serbe : Udruženje likovnih umetnika Srbije ; en abrégé : ULUS).
Radeta Stanković participe à des expositions collectives en Yougoslavie et à l'étranger et expose individuellement notamment à Belgrade (1973, 1988).

## Quelques créations

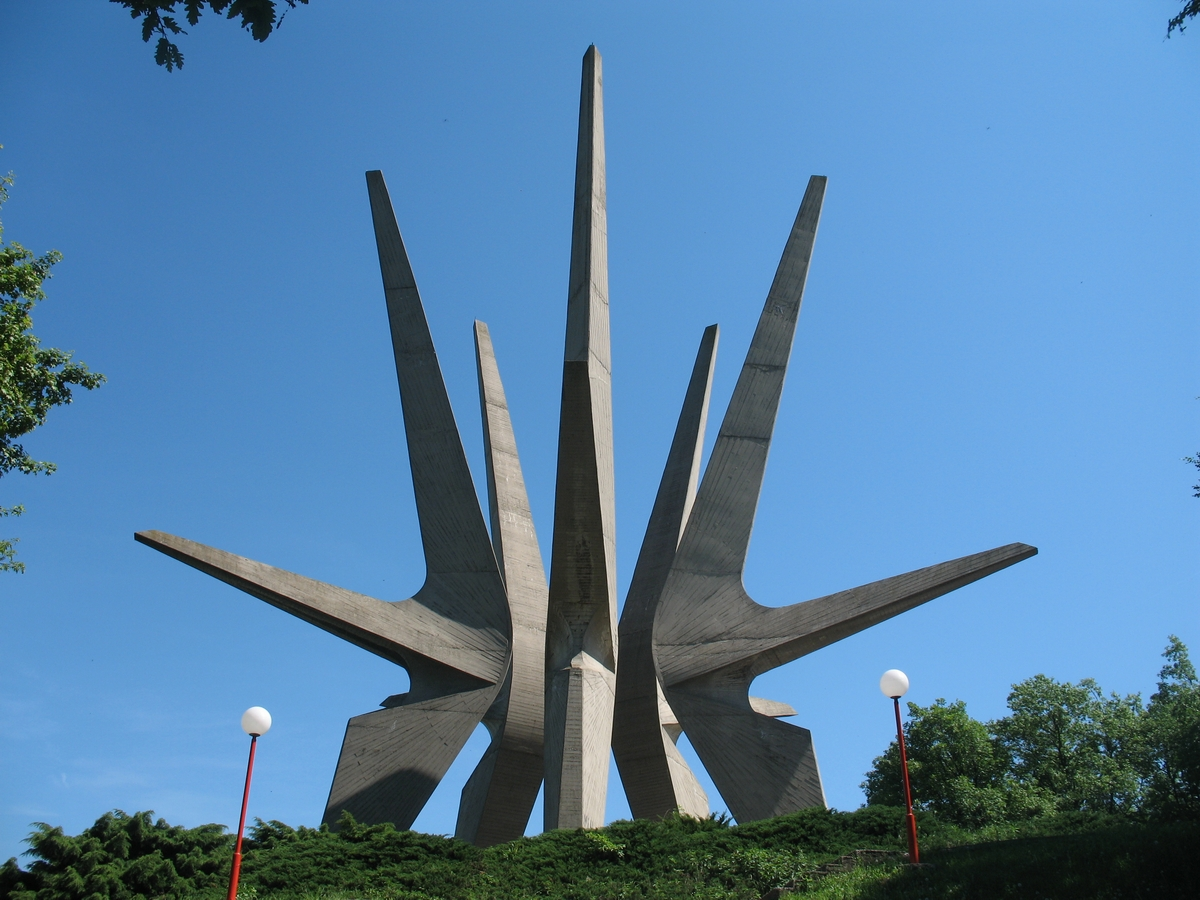
Monument au détachement de Partisans du Kosmaj, 1982.

- le Monument au roi Alexandre, 1939, à Niš
- le Monument au travailleur fluvial, bronze, 1952, à Belgrade
- le Monument à Žarko Zrenjanin, bronze, 1952, à Zrenjanin
- le Monument à Vasa Čarapić, bronze, 1954, à Belgrade
- le Monument aux soldats tombés pendant la Seconde Guerre mondiale, bronze, 1957, à Opovo
- le Mémorial des libérateurs de Belgrade, pierre, 1961, à Belgrade dans le Nouveau cimetière
- le Monument à la lutte de la libération nationale, bronze 1967, à Kikinda
- le Monument au détachement de Partisans du Kosmaj, 1982, sur le mont Kosmaj
- le Monument au Partisan, marbre, 1988, à Belgrade

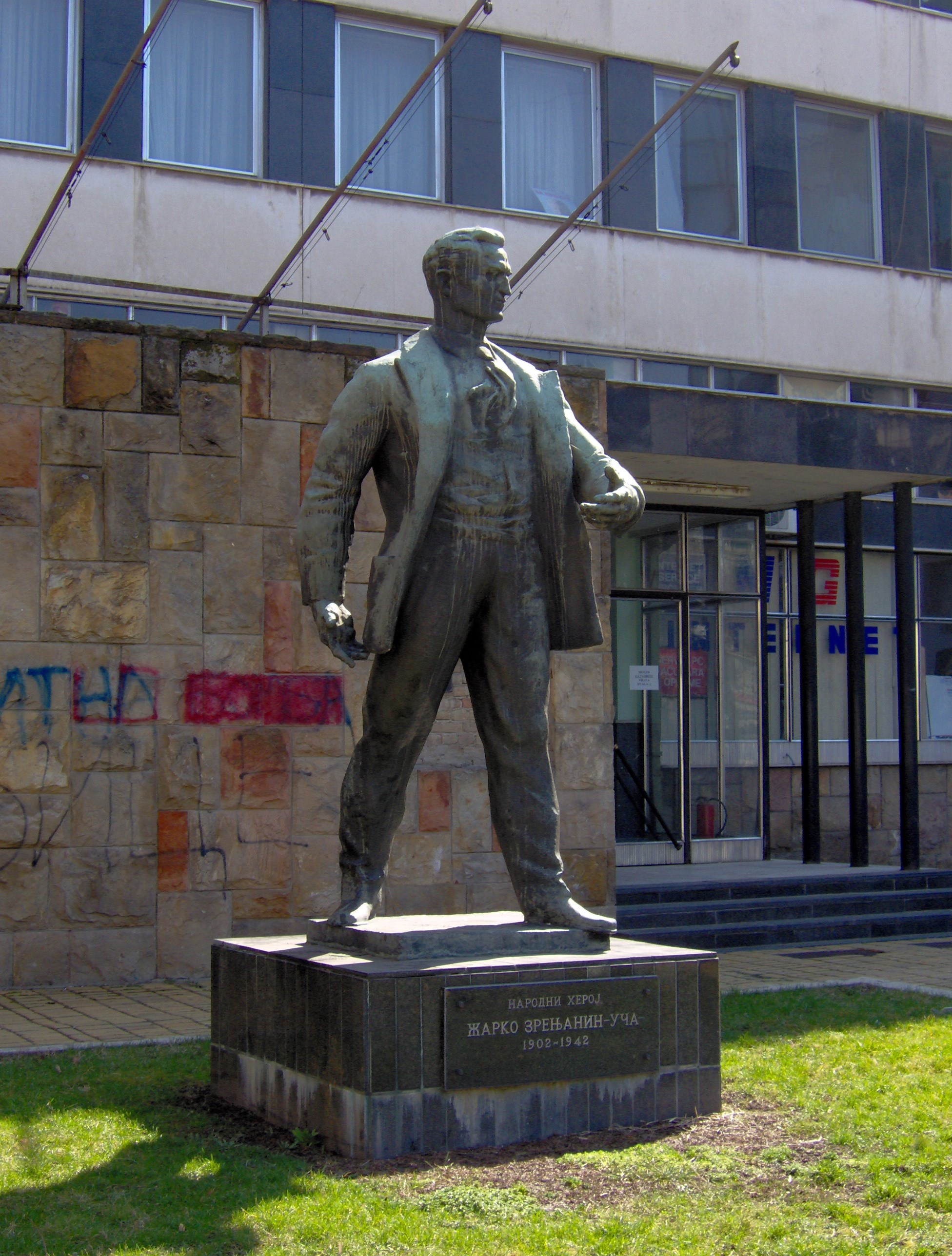
Le Monument à Žarko Zrenjanin, 1952
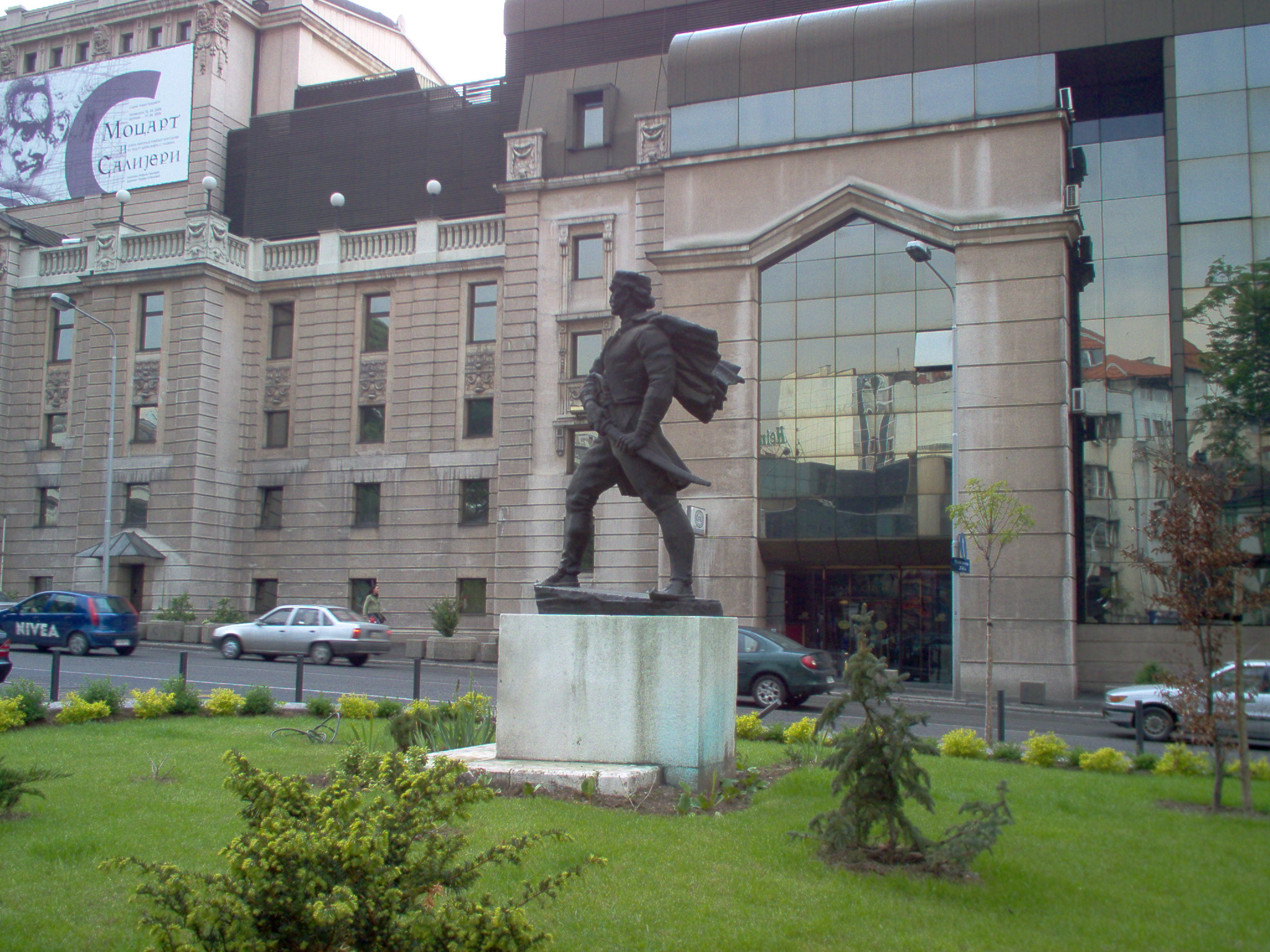
Le Monument à Vasa Čarapić, 1954
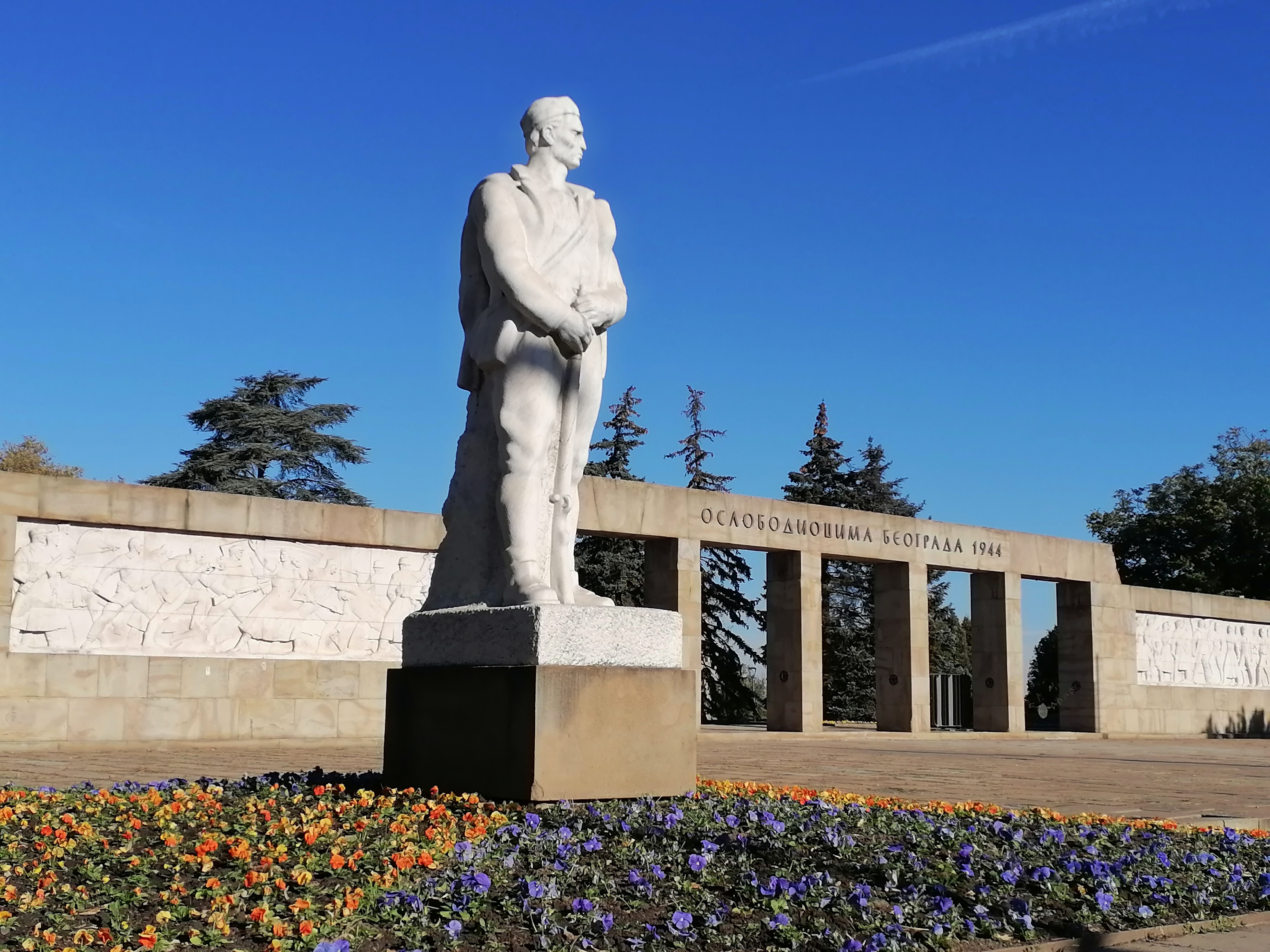
Mémorial des libérateurs de Belgrade, 1961

## Hommage
La maison de Radeta Stanković à Belgrade est aujourd'hui devenue un petit musée commémoratif ; elle est inscrite sur la liste des biens culturels de la Ville de Belgrade.